# Юмшан
Юмша́н (Юзмона́па) — князь вогулов (манси).
Сын «большого» князя вогулов Асыки. В апреле 1483 из Вологды выступило русское войско на вогульского князя Асыку и его сына Юмшана. Югорцы в том сражении были разбиты, но не побеждены. Чтобы жить с ним в миру, пермский владыка, епископ Филофей взял с собой в Москву князя Юмшана. Во время аудиенции Иван III «жаловал владыку, почтив велми, а Юмшана жаловал же».

## Семья
- Женат на дочери югорского князя Калбы, шурин его сына Юрги.
- От Юмшана ведут свой род мансийские князья Юмшановы.

## Юмшан в искусстве
- Вогульский князь с подобным именем фигурирует в советском фильме «Ермак» (роль исполняет Ю. Д. Саранцев). Однако, в то время такая личность исторической науке неизвестна.
- Действующее лицо в финальных главах романа «Сердце Пармы» Алексея Иванова